# Bracon tychii
Bracon tychii är en stekelart som först beskrevs av Muesebeck 1925.  Bracon tychii ingår i släktet Bracon och familjen bracksteklar. Inga underarter finns listade.